# Lotrichtungsschwankung
Die Lotrichtung eines Ortes ist relativ zum Erdkörper nicht fix, sondern schwankt wegen einiger Effekte geringfügig:
1. Gezeiten durch Sonne und Mond
2. Massenverlagerungen nahe der Erdoberfläche (Schnee, Grundwasser, Erdbeben)
3. Bodenbewegungen (Erwärmung, Luftdruck usw.)
4. Geodynamik (Plattentektonik, Massenverlagerungen im Erdmantel...)

Am größten sind die Gezeiteneffekte, die etwa 0,02″ betragen. Sie erlauben Rückschlüsse auf die Elastizität der Erde und müssen – wie auch die Einflüsse (2-3.) berücksichtigt werden, bevor kleine Neigungen wegen (4.) aus den Messdaten hervortreten. Letztere sind allerdings mit anderen, indirekten Mitteln (GPS, Satellitengeodäsie, VLBI) eher festzustellen.
Da die Messung der Lotrichtung auf direkte Weise – mit Methoden der Astrogeodäsie – auf Genauigkeiten von etwa ±0,1″ beschränkt ist, wurden zur Bestimmung der Schwankungen verschiedene Spezialinstrumente entwickelt:
- Horizontalpendel – Präzisionsinstrumente diverser Bauarten, die meist in aufgelassenen Bergwerken aufgestellt sind und um eine fast vertikale Drehachse schwingen
- Vertikalpendel, Bohrlochgezeitenpendel – einige Meter lange Pendel, deren Schwankungen auf Hundertstel Mikrometer und genauer gemessen werden
- Teilweise auch Messung von Schweregradienten.